# Чемпионат мира по стрельбе 1899
Чемпионат мира по стрельбе 1899 года прошёл в Лосдёйнене (Нидерланды).

## Общий медальный зачёт
| Место | Страна         | Золото | Серебро | Бронза | Всего |
| ----- | -------------- | ------ | ------- | ------ | ----- |
| 1     | Швейцария      | 3      | 2       | 1      | 6     |
| 2     | Дания          | 1      | 1       | 1      | 3     |
| 3     | Великобритания | 1      | 0       | 0      | 1     |
| 4     | Франция        | 0      | 1       | 1      | 2     |
| 5     | Италия         | 0      | 1       | 0      | 0     |
| 6     | Норвегия       | 0      | 0       | 1      | 1     |
| 6     | Нидерланды     | 0      | 0       | 1      | 1     |
| Всего | Всего          | 5      | 5       | 5      | 15    |

## Медалисты
| Дисциплина                                    | Золото                                                                                         | Серебро                                                                         | Бронза |
| --------------------------------------------- | ---------------------------------------------------------------------------------------------- | ------------------------------------------------------------------------------- | --- |
| Винтовка с трёх позиций, 300 метров           | Ларс Мадсен                                                                                    | Эмиль Келленбергер                                                              | Франц Бёкли                                                                                                 |
| Винтовка лёжа, 300 метров                     | Джессе Валлингфорд                                                                             | Чезаре Валерио                                                                  | Леон Моро                                                                                                   |
| Винтовка с колена, 300 метров                 | Конрад Штеели                                                                                  | Эмиль Келленбергер                                                              | Хенрик Силлем                                                                                               |
| Винтовка стоя, 300 метров                     | Франц Бёкли                                                                                    | Ларс Мадсен                                                                     | Олаф Фрюденлунд                                                                                             |
| Винтовка с трёх позиций, 300 метров (команды) | Швейцария · Альфред Грюттер · Эмиль Келленбергер · Франц Бёкли · Каспар Видмер · Конрад Штеели | Франция · Леон Моро · Максим Ларден · Морис Лекок · Альфонс Виоль · Ахилл Парош | Дания · Александр Йенсен Ровинг · Йохан Йохансен · Ларс Мадсен · Андерс Петер Нильсен · Лауридс Йенсен-Кьер |